# کنستانتین ولکوف (ورزشکار)
کنستانتین ولکوف (روسی: Константин Юрьевич Волков؛ زادهٔ ۲۸ فوریهٔ ۱۹۶۰) ورزشکار دو و میدانی، و سیاستمدار اهل اتحاد جماهیر شوروی سوسیالیستی است.